# Abou Yahia al-Hamawi
Abou Yahia al-Hamawi (en arabe : ابو يحيى الحموي), plus connu sous le nom de guerre de Mohammad al-Masri (en arabe : محمد المصري), né en 1981 à Qalaat al-Madiq, est un rebelle syrien, chef du groupe salafiste Ahrar al-Cham.

## Biographie
Mohannad al-Masri est originaire de Qalaat al-Madiq — ou Apamée — dans la plaine de Ghab, dans le gouvernorat de Hama. Après des études à l'université de Tishreen, à Lattaquié, il devient ingénieur civil.
Il est arrêté le 2 août 2007 et emprisonné à la Saidnaya, près de Damas. Il est relâché le 16 mars 2011.
Il participe aux manifestations contre le régime syrien, mais passe rapidement à la lutte armée au sein d'Ahrar al-Cham. Il prend la tête de la compagnie Oussama ben Zeïd et combat dans les environs de sa ville natale. Il prend ensuite la tête de structures de plus en plus importantes : le bataillon Omar ibn al-Khattab, puis la brigade Khattab, actifs dans le gouvernorat de Hama.
Hassan Aboud, le fondateur d'Ahrar al-Cham, est tué dans un attentat en septembre 2014, il est remplacé par Abou Jaber, et Abou Yahia al-Hamawi est nommé chef adjoint. Le 12 septembre 2015, après la démission de Hachem al-Cheikh, Abou Yahia al-Hamawi est élu chef d'Ahrar al-Cham après un vote de la choura du groupe, jusqu'à ce qu'Ahrar al-Cham se choisisse un nouveau chef en novembre 2016 : Ali al-Omar.